# Maskul
Maskul (15. dubna 1994 - 1. prosince 2017) byl hnědý dostihový valach.  
V roce 2002 a 2005 vyhrál Velkou pardubickou. A to v roce 2005 v tehdejším traťovém rekordu. Dostihovou kariéru ukončil v roce 2008 a od té doby byl ustájen na farmě Sokolnická chata na Znojemsku.
Absluhoval 63 dostihů rovinných i překážkových a 13 jich vyhrál.